# Prowincja Nakhon Si Thammarat
Nakhon Si Thammarat (taj. นครศรีธรรมราช) – jedna z prowincji (changwat) Tajlandii nad Zatoką Tajlandzką. Sąsiaduje z prowincjami Songkhla, Phatthalung, Trang, Krabi i Surat Thani.